# Avicularia surinamensis
Avicularia surinamensis é uma espécie de aranha pertencente à família Theraphosidae (tarântulas).